# Jaroslav Tesař (1969)
Jaroslav Tesař (* 17. srpna 1969) je bývalý český fotbalista.

## Fotbalová kariéra
V české lize hrál za FC Viktoria Plzeň. Nastoupil ve 7 ligových utkáních. Ve druhé lize hrál i za SK Alfa Brandýs nad Labem a FK Pardubice.

## Ligová bilance
2.česká fotbalová liga FK Pardubice
30
10

| Ročník                          | Zápasy | Góly | Klub                      |
| ------------------------------- | ------ | ---- | ------------------------- |
| 1. česká fotbalová liga 1993/94 | 7      | 0    | FC Viktoria Plzeň         |
| 2. česká fotbalová liga 1993/94 | 15     | 3    | SK Alfa Brandýs nad Labem |
| CELKEM 1. liga                  | 7      | 0    |                           |